# Banari, Gabrovo
Banari (în bulgară Банари) este un sat în comuna Dreanovo, regiunea Gabrovo,  Bulgaria. 

## Demografie
Componența etnică a satului Banari
     Nicio identificare (100%)
     Altele (0%)
La recensământul din 2011, populația satului Banari era de 1 locuitori. . Pentru 100,0% din locuitori nu este cunoscută apartenența etnică.